# Hofkirchen an der Trattnach
Hofkirchen an der Trattnach – gmina targowa w Austrii, w kraju związkowym Górna Austria, w powiecie Grieskirchen. Liczy 1 625 mieszkańców.

## Współpraca
Miejscowość partnerska:
- Hofkirchen, Niemcy